# Каплан, Лев Борисович
Лев Борисович Каплан (укр. Лев Борисович Капла́н; 24 апреля (6 мая) 1899, Могилев-Подольский, Подольская губерния, Российская империя — 19 мая 1972, Киев) — украинский советский художник-график, иллюстратор, плакатист, карикатурист. Член Ассоциации художников Красной Украины с 1920-х годов и член Союза советских художников Украины (1937).

## Биография
В 1919—1920 годах создавал плакаты для «Окон сатиры УРОСТА» . Участник гражданской войны в России. В 1924—1929 годах учился в художественном институте в Харькове, ученик Михаила Шаронова, Митрофана Фёдорова и Алексея Кокеля).
Участник республиканских, всесоюзных художественных выставок с 1924 года. Персональная — в Берлине (1946).
Добровольцем участвовал в Великой Отечественной войне. Служил художником фронтовой печати до дня Победы.
Работал в области сатирического рисунка и плаката, книжной и станковой графики, иллюстрировал и оформлял книги для Гослитиздата УССР , издательств «Советский писатель», «Молодь» и других. Опубликовал ряд карикатур в журнале «Червоний Перець» («Красный Перец») (1927—1934) и «Перець» (с 1943).

## Избранные работы

Афиша к фильму «Наша гостеприимность», 1923

- «Окна сатиры РОСТА» (1920, в соавт.),
- «Т. Шевченко и М. Щепкин в Москве» (1939),
- «Поджигатели» (1949);
- Афиша к выставке «Современная австрийская гравюра» (1931);
- Плакаты — «16. 270. 000 тонн угля — боевая программа Донбасса на ударный квартал» (1931), «Не засоряй уборные!», «Не вари в коридоре!», «Не выметай мусор на лестницу!» (все — 1932),
- «Дом с краю…» (1963);
- Иллюстрации — к альбому «Пушкин» (К., 1937, в соавт.); к комедии «Виндзорские насмешницы» В. Шекспира (1949),
- сборник «Украина смеется» (К., 1960, т. 1, 3);
- Циклы рисунков — «Фронтовые зарисовки» (1941—1945), «Фронтовая сатира» (1944—1946); серия «Уходящие в прошлое типы» (1953—1954).